# ジョージ・コニア
ジョージ・コニア（George Konia、1969年8月9日 - ）は、ニュージーランドのラグビー指導者。

## プロフィール
- ニュージーランドのプタルル出身[1]。
- 現役時代のポジションはウィング、センター。
- 日本代表通算キャップ数は6でワールドカップ2003の日本代表に選ばれたことがある[2]
- マオリ・オールブラックスに選ばれたことがある[3]。

## 略歴
マッセー大学卒業後、マナワツ、ホークスベイ、ハリケーンズ、ノースランド、1997年、伊勢丹に加入。2002年、NEC(現・NECグリーンロケッツ東葛)に加入。
現役引退後、ホークスベイ、近鉄ライナーズ、三菱重工相模原ダイナボアーズ、ノースランドなどのコーチを歴任して2015年、三菱重工相模原ダイナボアーズのヘッドコーチに就任。